# Динамична архитектура
Динамичната архитектура, често наричана кинетична или въртяща се архитектура, е иновативен и развиващ се архитектурен подход, който включва интегриране на въртящи се елементи в дизайна на една сграда за постигане на различни функционални, естетически и екологични цели. Въртящите се сгради са развиваща се част от съвременния архитектурен дизайн. Те осигуряват възможност за решение на редица съществуващи проблеми, пред които традиционните стационарни сгради са изправени. Въртящата се архитектура предлага постоянно променящо се визуално изживяване за посетителите чрез движение на архитектурните форми и конфигурации. Тази адаптивност може да се използва за създаване на емблематични забележителности и структури, които се открояват в градските пейзажи. Движението осигурява и функционална гъвкавост и адаптивност – въртящите се части на една сграда могат да трансформират пространствата за различни цели.
При въртенето си сградите могат да се предпазят от пряка слънчева светлина или силни ветрове, да се регулират вътрешните температури и се намалява енергията, необходима за климатизация. Dynamic Tower (в Дубай) е кула, в която всеки етаж може да се върти независимо един от друг. Архитектът на сградата е Дейвид Фишър и идеята се заражда, докато гледа от Олимпийската кула в Ню Йорк.